# Kisortovány
Kisortovány (1899-ig Porúbka, szlovákul: Porúbka) község Szlovákiában, az Eperjesi kerület Homonnai járásában.

## Fekvése
Homonnától 9 kilométerre délkeletre, a Vihorlát-hegység völgyében fekszik.

## Története
1451-ben említik először.
A 18. század végén Vályi András így ír róla: „PORUBKA. Orosz falu Zemplén Vármegyében, földes Ura Gr. Csáky Uraság, lakosai ó hitüek, fekszik délre Oreszkához 1, ész. Helmetzkéhez fél órányira; határja 3 nyomásbéli, földgye hegyes, agyagos, és követses, gabonát, és zabot középszerűen, árpát, és búzát soha sem terem, erdeje van, legelője is bőven, réttye szűken, piatza Homonnán.”
Fényes Elek 1851-ben kiadott geográfiai szótárában így ír a faluról: „Porubka, orosz falu, Zemplén vmegyében, Peticse fil., 34 romai, 250 görög kath., 11 zsidó lak. paroch. templommal, 244 hold szántófölddel. F. u. gr. Csáky. Ut. p. N.-Mihály.”
Borovszky Samu monográfiasorozatának Zemplén vármegyét tárgyaló része szerint: „Kisortovány, azelőbb Porubka, Ung vármegye határán fekszik, 56 házzal és 263 gör. kath. vallású, tótajkú lakossal. Részben a sztropkói uradalomhoz tartozott, de a XV. század végéig a Czudarok, Drugethek s a Sóvári Soósok bírják. 1515-ben Tiba Balázst, öt évvel később meg Sztrithey Zsigmondot iktatják egyes részeibe, míg 1569-ben Pethő János kap rá kir. adományt. 1576-ban Ragáldy Miklós és Szikszay Pál is kap itt részbirtokokat, 1611-ben pedig Szikszay Miklós. 1579-ben Horváth Mihályt is birtokba vezetik, de az 1598-iki összeírás csak Homonnai Istvánt és Borbálát említi. 1611-ben Kálnássy Miklóst egy kúriába iktatják. Ettől fogva már a homonnai uradalomhoz tartozik s csak 1774-ben változnak birtokosai; ekkor Soós Pált, Máriássy Ferenczet, Gotthard Andrást, később pedig Thibotth Gáspárt, majd a gróf Csákyakat és végre az Andrássyakat uralja. Ezidőszerint gróf Andrássy Gézának van itt nagyobb birtoka. Lakosai közül 1663-ban sokan haltak el pestisben. Gör. kath. temploma nagyon régi, de építési ideje meg nem állapítható.”
1920 előtt Zemplén vármegye Homonnai járásához tartozott.

## Népessége
| Év:            | 1994. | 2004.   | 2014.   | 2024.   |
| -------------- | ----- | ------- | ------- | ------- |
| Emberek száma: | 263   | 281     | 268     | 263     |
| Eltérés:       |       | +6,84 % | -4,62 % | -1,86 % |

| Év:            | 2023. | 2024.   |
| -------------- | ----- | ------- |
| Emberek száma: | 268   | 263     |
| Eltérés:       |       | -1,86 % |

1910-ben 255, túlnyomórészt szlovák lakosa volt.
2001-ben 265 lakosából 262 szlovák volt.
2011-ben 276 lakosából 260 szlovák.